# Stiftung Patientensicherheit Schweiz
Die Stiftung Patientensicherheit Schweiz wurde 2003 vom Bundesamt für Gesundheit (BAG) und Verbänden des Schweizerischen Gesundheitswesens gegründet mit dem Ziel, als nationales Kompetenzzentrum die Patientensicherheit auf interprofessioneller Ebene zu fördern. Sie setzt sich dafür ein, dass Patientinnen und Patienten sicher behandelt werden und weniger Schaden bei der medizinischen Versorgung erleiden. Dabei steht die Vermeidung von Fehlern im Fokus, die selbst erfahrenen Fachpersonen passieren, aber durch geeignete Massnahmen verhindert werden können. Sie strebt an, dass die Sicherheit von Patientinnen und Patienten einen hohen Stellenwert in der täglichen Arbeit in allen Organisationen des schweizerischen Gesundheitswesens und bei allen Gesundheitsfachkräften hat.

## Aufgaben
Gemeinsam mit anderen Akteuren im Bereich Public Health lanciert und realisiert die Stiftung Patientensicherheit Schweiz nationale Qualitätsprogramme und -projekte und bietet Dienstleistungen zur nachhaltigen Erhöhung der Patientensicherheit an. Im Vordergrund steht dabei die breite, institutionelle sowie sektorenübergreifende Umsetzung von Massnahmen zur Verbesserung der Sicherheitskultur und die Information von Fachpersonen und der breiten Bevölkerung über diese Sicherheitsthemen.
- Identifikation und Analyse von Sicherheitsrisiken für Patientinnen und Patienten
- Entwicklung und Pilotierung von Massnahmen zu deren Reduktion
- Verbreitung und Implementierung von Expertise und Wissen
- Vernetzung mit nationalen und internationalen Partnern

## Gründung
Zwei fatale «Never Events», die tödliche Seitenverwechslung bei einer Beinamputation und eine fatale Ampullenverwechslung führten 2001 dazu, dass die damalige Bundesrätin Ruth Dreifuss eine Task Force ins Leben rief. Diese sollte Vorschläge für ein nationales Programm zur Erhöhung der Patientensicherheit machen. Gefordert wurde unter anderem die Schaffung eines landesweiten Zentrums für Patientensicherheit. Mit der einmaligen Anschubfinanzierung des Bundesamts für Gesundheit wurde am 18. November 2003 die Stiftung Patientensicherheit Schweiz gegründet. Sie wird aktuell von 14 Organisationen getragen.

## Aktivitäten (Auswahl)

### CIRRNET
Die Stiftung Patientensicherheit betreibt das CIRRNET seit 2006. Das Critical Incident Reporting & Reacting Network übernimmt als überregionale Institution eine zentrale Netzwerkfunktion für lokale Fehlermeldesysteme in der Schweiz. Alle angeschlossenen Einrichtungen können ihre lokalen CIRS-Meldungen anonymisiert in die CIRRNET-Datenbank einspeisen und auf diese Weise einen Beitrag zur übergreifenden Erhebung von Patientenrisiken leisten. Daraus werden Massnahmen zur Verringerung dieser Risiken abgeleitet.

### Room of Horrors
Ein Room of Horrors ist ein Simulationstraining für Patientensicherheitsrisiken. In einem speziell dafür vorbereiteten Raum (z. B. Patientenzimmer, Labor, Speisesaal, Beratungsraum) werden Fehler und Risiken versteckt. Mitarbeitende sollen diese aufdecken. Die Trainingsmethode sensibilisiert und trainiert praxisnah und auf spielerische Art und Weise die Aufmerksamkeit für Patientensicherheitsrisiken. Die Stiftung Patientensicherheit Schweiz hat mit Praxispartnern Manuale für die eigenständige Durchführung eines Room of Horrors in den Sektoren Spital, Apotheke, Alters- und Pflegeheim sowie Hausarzt- und Kinderarztpraxis entwickelt. Weitere Manuale folgen (Psychiatrie, Spitex). Ein Room of Horrors ist eine international etablierte Trainingsmethode, die ursprünglich für den Spitalbereich entwickelt wurde.

### Aktionswoche Patientensicherheit
Die Stiftung Patientensicherheit Schweiz veranstaltet jedes Jahr in der Woche des World Patient Safety Day der WHO am 17. September eine landesweite Aktionswoche zu einem bestimmten Aspekt der Patientensicherheit. Damit sollen die Sichtbarkeit für das Thema Patientensicherheit in der Schweiz erhöht werden, gute Beteiligungsmöglichkeiten für Leistungserbringer aller Sektoren und Berufsgruppen geboten werden und hilfreichen Materialien und Tools zum jeweiligen Jahresthema entwickelt und verbreitet werden. Ausserdem gibt es jedes Jahr eine Awareness-Kampagne von Gesundheitsorganisationen für die Patientensicherheit.

### PatBox.ch – Die Meldeplattform für Patienten und Angehörige
PatBox.ch ist ein CIRS für Patientinnen und Patienten und damit die erste sektorenübergreifende Plattform, die unmittelbar die Erfahrungen von Patienten und Angehörigen aufnimmt. Sie bietet Informationen über den gesamten Patientenpfad und kann dadurch helfen, Probleme an Versorgungsübergängen zu identifizieren. Es sind dabei Bereiche eingeschlossen, in denen Meldesysteme noch nicht flächendeckend zum Standard gehören (z. B. ambulanter Sektor). Durch die Erfassung und Analyse können die gesammelten Erfahrungen aus Einzelfällen zu systematischen Erkenntnissen werden und Massnahmen daraus abgeleitet werden. Die Patientinnen und Patienten können ihre Erlebnisse anonym melden und auf Wunsch Unterstützung und Beratung von der Schweizerischen Patientenorganisation SPO in Anspruch nehmen.

### ERA-Kurse (Error & Risk Analysis)
Trotz aller Vorsichtsmassnahmen lassen sich kritische oder sogar schwerwiegende Ereignisse im Gesundheitswesen nicht vollständig vermeiden. Die mehrmals im Jahr von der Stiftung Patientensicherheit durchgeführten ERA-Kurse vermitteln die Methodik der systemischen Analyse von Zwischenfällen, um Fehler zu verstehen, Risiken zu erkennen und Massnahmen ergreifen zu können, um Wiederholungen zu vermeiden.

## Publikationen (Auswahl)
- Sicherheitsmassnahmen für Methotrexat: Brühwiler, L.D., Gresch, S.J., Schwappach, D.L.B. Implementation status of safety measures to prevent errors with non-oncologic methotrexate: surveys in community and hospital pharmacies. Int J Clin Pharm 45, 739–747 (2023). https://doi.org/10.1007/s11096-023-01567-z[9]
- Der Room of Horrors für Haus- und Kinderarztpraxen: Gehring, K., Niederhauser, A., Schwappach, D.L.B., Brühwiler, L. Der Room of Horrors für Haus- und Kinderarztpraxen. Prim Hosp Care Allg Inn Med. 2023;23(02):27-29. https://doi.org/10.4414/phc-d.2023.10507[10]
- Qualitätsverbesserung durch Peer-Audit und Feedback: Fridrich, A., Imhof, A., Staender, S., Brenni, M., Schwappach, D.L.B. A quality improvement initiative using peer audit and feedback to improve compliance, International Journal for Quality in Health Care, Volume 34, Issue 3, 2022, mzac058, https://doi.org/10.1093/intqhc/mzac058[11]
- Compliance mit der chirurgischen Checkliste: Fridrich, A., Imhof, A. & Schwappach, D.L.B. Compliance with the surgical safety checklist in Switzerland: an observational multicenter study based on self-reported data. Patient Saf Surg 16, 17 (2022). https://doi.org/10.1186/s13037-022-00327-8[12]
- Schriftenreihe Nr. 1 – 10 der Stiftung Patientensicherheit Schweiz: https://patientensicherheit.ch/publikationen/schriftenreihe/